# James Chapman
James Chapman (ur. 2 listopada 1979 w Sydney) – australijski wioślarz, wicemistrz olimpijski, wicemistrz świata.

## Osiągnięcia
- Mistrzostwa świata – Eton 2006 – ósemka – 4. miejsce
- Mistrzostwa świata – Monachium 2007 – czwórka bez sternika – 12. miejsce
- Igrzyska olimpijskie – Pekin 2008 – ósemka – 6. miejsce
- Mistrzostwa świata – Bled 2011 – dwójka ze sternikiem – 2. miejsce
- Igrzyska olimpijskie – Londyn 2012 – czwórka bez sternika – 2. miejsce